# Campeonato Argentino de Voleibol Masculino de 2016-17 - Liga A1
A Liga de Voleibol Argentina de 2016-17 - Série A é a 21ª edição desta competição organizada pela Associação de Clubes da Liga Argentina de Voleibol (ACLAV). Participam do torneio onze equipes provenientes de cinco regiões argentinas, ou seja, de Buenos Aires (província), Neuquén (província), Santa Fé (província),Córdova (província da Argentina), San Juan (província da Argentina).

## Equipes participantes
| Equipe              | Cidade                    | Última participação | Temporada 2015/2016 |
| ------------------- | ------------------------- | ------------------- | ------------------- |
| Bolívar Vóley       | Bolívar                   | 2015-16             | 2º                  |
| Ciudad Vóley        | Buenos Aires              | 2015-16             | 7º                  |
| Gigantes del Sur    | Neuquén (cidade)          | 2015-16             | 6º                  |
| Obras de San Juan   | San Juan (Argentina)      | 2015-16             | 4º                  |
| PSM Vóley           | Puerto General San Martín | 2015-16             | 8º                  |
| UNTreF Vóley        | Caseros (Buenos Aires)    | 2015-16             | 9º                  |
| UPCN San Juan Vóley | San Juan (Argentina)      | 2015-16             | 1º                  |
| Lomas Vóley         | Lomas de Zamora           | 2015-16             | 3º                  |
| Alianza Jesús María | Jesús María (Argentina)   | 2015-16             | 10º                 |
| River Plate         | Buenos Aires              | A2 2015-16          | 2º                  |
| Deportivo Morón     | Morón                     | A2 2015-16          | 1º                  |

## Fase classificatória

### Classificação
- Vitória por 3 sets a 0 ou 3 a 1: 3 pontos para o vencedor;
- Vitória por 3 sets a 2: 2 pontos para o vencedor e 1 ponto para o perdedor.
- Não comparecimento, a equipe perde 2 pontos.
- Em caso de igualdade por pontos, os seguintes critérios servem como desempate: número de vitórias, média de sets e média de pontos.

|  |                                                 |
|  | Equipes classificadas para às quartas-de-final. |

|     |                     |     | Jogos | Jogos | Jogos | Resultados | Resultados | Resultados | Resultados | Resultados | Resultados | Sets | Sets | Sets | Pontos | Pontos | Pontos |
| Pos | Equipe              | Pts | T     | V     | D     | 3–0        | 3–1        | 3–2        | 2–3        | 1–3        | 0–3        | V    | P    | R    | V      | P      | R      |
| --- | ------------------- | --- | ----- | ----- | ----- | ---------- | ---------- | ---------- | ---------- | ---------- | ---------- | ---- | ---- | ---- | ------ | ------ | ------ |
| 1   | Bolívar Vóley       | 0   | 0     | 0     | 0     | 0          | 0          | 0          | 0          | 0          | 0          | 0    | 0    | MAX  | 1636   | 1421   | 1.151  |
| 2   | Ciudad Vóley        | 0   | 0     | 0     | 0     | 0          | 0          | 0          | 0          | 0          | 0          | 0    | 0    | MAX  | 1770   | 1640   | 1.079  |
| 3   | UPCN San Juan Vóley | 0   | 0     | 0     | 0     | 0          | 0          | 0          | 0          | 0          | 0          | 0    | 0    | MAX  | 1630   | 1470   | 1.109  |
| 4   | Lomas Vóley         | 0   | 0     | 0     | 0     | 0          | 0          | 0          | 0          | 0          | 0          | 0    | 0    | MAX  | 1814   | 1644   | 1.103  |
| 5   | Gigantes del Sur    | 0   | 0     | 0     | 0     | 0          | 0          | 0          | 0          | 0          | 0          | 0    | 0    | MAX  | 1679   | 1691   | 0.993  |
| 6   | Obras de San Juan   | 0   | 0     | 0     | 0     | 0          | 0          | 0          | 0          | 0          | 0          | 0    | 0    | MAX  | 1707   | 1680   | 1.016  |
| 7   | Alianza Jesús María | 0   | 0     | 0     | 0     | 0          | 0          | 0          | 0          | 0          | 0          | 0    | 0    | MAX  | 1614   | 1700   | 0.949  |
| 8   | River Plate         | 0   | 0     | 0     | 0     | 0          | 0          | 0          | 0          | 0          | 0          | 0    | 0    | MAX  | 1504   | 1626   | 0.925  |
| 9   | Deportivo Morón     | 0   | 0     | 0     | 0     | 0          | 0          | 0          | 0          | 0          | 0          | 0    | 0    | MAX  | 1664   | 1771   | 0.940  |
| 10  | UNTreF Vóley        | 0   | 0     | 0     | 0     | 0          | 0          | 0          | 0          | 0          | 0          | 0    | 0    | MAX  | 1517   | 1680   | 0.903  |
| 11  | PSM Vóley           | 0   | 0     | 0     | 0     | 0          | 0          | 0          | 0          | 0          | 0          | 0    | 0    | MAX  | 1612   | 1824   | 0.884  |

## Playoffs
|  | Quartas-de-final        | Quartas-de-final        | Quartas-de-final        | Quartas-de-final        | Quartas-de-final        | Quartas-de-final        | Quartas-de-final        |   |                     | Semifinais                       | Semifinais                       | Semifinais                       | Semifinais                       | Semifinais                       | Semifinais                       | Semifinais                       |  |  | Final                   | Final                   | Final                   |   |   |   |   |
|  | 4 a 10 de março de 2017 | 4 a 10 de março de 2017 | 4 a 10 de março de 2017 | 4 a 10 de março de 2017 | 4 a 10 de março de 2017 | 4 a 10 de março de 2017 | 4 a 10 de março de 2017 |   |                     | 24 de março a 1 de abril de 2017 | 24 de março a 1 de abril de 2017 | 24 de março a 1 de abril de 2017 | 24 de março a 1 de abril de 2017 | 24 de março a 1 de abril de 2017 | 24 de março a 1 de abril de 2017 | 24 de março a 1 de abril de 2017 |  |  | 5 a 20 de abril de 2017 | 5 a 20 de abril de 2017 | 5 a 20 de abril de 2017 |   |   |   |   |
|  |                         |                         |                         |                         |                         |                         |                         |   |                     |                                  |                                  |                                  |                                  |                                  |                                  |                                  |  |  |                         |                         |                         |   |   |   |   |
|  | 1º                      | Bolívar Vóley           | 3                       | 3                       | 3                       | -                       | -                       |   |                     |                                  |                                  |                                  |                                  |                                  |                                  |                                  |  |  |                         |                         |                         |   |   |   |   |
|  | 8º                      | River Plate             | 0                       | 2                       | 0                       | -                       | -                       |   |                     |                                  |                                  |                                  |                                  |                                  |                                  |                                  |  |  |                         |                         |                         |   |   |   |   |
|  | 8º                      | River Plate             | 0                       | 2                       | 0                       | -                       | -                       |   | 1º                  | Bolívar Vóley                    | 3                                | 0                                | 3                                | 3                                | -                                |                                  |  |  |                         |                         |                         |   |   |   |   |
|  |                         |                         |                         |                         |                         |                         |                         |   | 1º                  | Bolívar Vóley                    | 3                                | 0                                | 3                                | 3                                | -                                |                                  |  |  |                         |                         |                         |   |   |   |   |
|  |                         | 4º                      | Lomas Vóley             | 1                       | 3                       | 0                       | 1                       | - |                     |                                  |                                  |                                  |                                  |                                  |                                  |                                  |  |  |                         |                         |                         |   |   |   |   |
|  | 4º                      | 4º                      | Lomas Vóley             | 1                       | 3                       | 0                       | 1                       | - | Lomas Vóley         | 3                                | 3                                | 3                                | -                                | -                                |                                  |                                  |  |  |                         |                         |                         |   |   |   |   |
|  | 4º                      |                         |                         |                         |                         |                         |                         |   | Lomas Vóley         | 3                                | 3                                | 3                                | -                                | -                                |                                  |                                  |  |  |                         |                         |                         |   |   |   |   |
|  | 5º                      | Gigantes del Sur        | 0                       | 1                       | 0                       | -                       | -                       |   |                     |                                  |                                  |                                  |                                  |                                  |                                  |                                  |  |  |                         |                         |                         |   |   |   |   |
|  |                         |                         |                         |                         |                         |                         |                         |   |                     |                                  |                                  |                                  |                                  |                                  |                                  |                                  |  |  | 1º                      | Bolívar Vóley           | 3                       | 0 | 3 | 2 | 3 |
|  |                         |                         | 3º                      | UPCN San Juan Vóley     | 1                       | 3                       | 2                       | 3 | 0                   |                                  |                                  |                                  |                                  |                                  |                                  |                                  |  |  |                         |                         |                         |   |   |   |   |
|  | 2º                      | Ciudad Vóley            | 3                       | 3                       | 3                       | -                       | -                       |   |                     |                                  |                                  |                                  |                                  |                                  |                                  |                                  |  |  |                         |                         |                         |   |   |   |   |
|  | 7º                      | Alianza Jesús María     | 2                       | 1                       | 0                       | -                       | -                       |   |                     |                                  |                                  |                                  |                                  |                                  |                                  |                                  |  |  |                         |                         |                         |   |   |   |   |
|  | 7º                      | Alianza Jesús María     | 2                       | 1                       | 0                       | -                       | -                       |   | 2º                  | Ciudad Vóley                     | 2                                | 2                                | 3                                | -                                | -                                |                                  |  |  |                         |                         |                         |   |   |   |   |
|  |                         |                         |                         |                         |                         |                         |                         |   | 2º                  | Ciudad Vóley                     | 2                                | 2                                | 3                                | -                                | -                                |                                  |  |  |                         |                         |                         |   |   |   |   |
|  |                         | 3º                      | UPCN San Juan Vóley     | 3                       | 3                       | 0                       | -                       | - |                     |                                  |                                  |                                  |                                  |                                  |                                  |                                  |  |  |                         |                         |                         |   |   |   |   |
|  | 3º                      | 3º                      | UPCN San Juan Vóley     | 3                       | 3                       | 0                       | -                       | - | UPCN San Juan Vóley | 3                                | 3                                | 3                                | -                                | -                                |                                  |                                  |  |  |                         |                         |                         |   |   |   |   |
|  | 3º                      |                         |                         |                         |                         |                         |                         |   | UPCN San Juan Vóley | 3                                | 3                                | 3                                | -                                | -                                |                                  |                                  |  |  |                         |                         |                         |   |   |   |   |
|  | 6º                      | Obras de San Juan       | 0                       | 1                       | 2                       | -                       | -                       |   |                     |                                  |                                  |                                  |                                  |                                  |                                  |                                  |  |  |                         |                         |                         |   |   |   |   |

## Classificação final
| Posição           | Equipe              | Classificação                                          |
| ----------------- | ------------------- | ------------------------------------------------------ |
| Medalha de ouro   | Bolívar Vóley       | Sul-Americano de Clubes de 2018--> · Liga A1 2017/2018 |
| Medalha de prata  | UPCN San Juan Vóley | Liga A1 2017/2018                                      |
| Medalha de bronze | Ciudad Vóley        | Liga A1 2017/2018                                      |
| 4                 | Lomas Vóley         | Liga A1 2017/2018                                      |
| 5                 | Gigantes del Sur    | Liga A1 2017/2018                                      |
| 6                 | Obras de San Juan   | Liga A1 2017/2018                                      |
| 7                 | Alianza Jesús María | Liga A1 2017/2018                                      |
| 8                 | River Plate         | Liga A1 2017/2018                                      |
| 9                 | Deportivo Morón     | Liga A1 2017/2018                                      |
| 10                | UNTreF Vóley        | Liga A1 2017/2018                                      |
| 11                | PSM Vóley           | Liga A1 2017/2018                                      |

## Premiações
| LVA 2016-17                                 |
| Buenos Aires (província)                    |
| ------------------------------------------- |
| Bolívar Vóley Campeão (7° título Argentino) |

### Individuais
As atletas que se destacaram individualmente foram:
| MVP da Final              | Thomas Edgar          | Bolívar Vóley       |
| Maior pontuador           | Thomas Edgar          | Bolívar Vóley       |
| Melhor atleta estrangeiro | Thomas Edgar          | Bolívar Vóley       |
| Melhor atleta nacional    | Javier Filardi        | UPCN San Juan Vóley |
| Revelação                 | Agustín Loser         | Ciudad Vóley        |
| Melhor central            | Gustavo Bonatto       | UPCN San Juan Vóley |
| 2° Melhor central         | Pablo Crer            | Bolívar Vóley       |
| Melhor ponteiro           | Nicolás Lazo          | UPCN San Juan Vóley |
| 2° Melhor ponteiro        | Cristian Poglajen     | Lomas Vóley         |
| Melhor oposto             | Thomas Edgar          | Bolívar Vóley       |
| Melhor levantador         | Maximiliano Cavanna   | Lomas Vóley         |
| Melhor líbero             | Alexis Rubén González | Bolívar Vóley       |